# NGC 6858
NGC 6858 је група звезда у сазвежђу Орао која се налази на NGC листи објеката дубоког неба.
Деклинација објекта је + 11° 15' 36" а ректасцензија 20h 3m 0,0s. Привидна величина (магнитуда) објекта NGC 6858 износи 12,9.